# Acacia merrallii
Acacia merrallii é uma espécie de leguminosa do gênero Acacia, pertencente à família Fabaceae.